# デッドリー・ダズン パシフィック・シアター
デッドリー・ダズン パシフィックシアター（Deadly Dozen: Pacific Theater）は、Infogramesから2002年に発表された、分隊ベースの三人称/一人称視点シューティングゲームである。2001年にリリースされたデッドリー・ダズン（Deadly Dozen）の続編。

## 概要
太平洋戦争を題材としており、キャンペーンモードでは1942年のフィリピンの戦いから1945年の沖縄戦までが描かれる。プレイヤーは12人の隊員から成るアメリカ軍の特殊部隊を指揮する。
隊員は狙撃や隠密行動、爆発物の取扱など、様々な技能を有する。プレイヤーは任務の性質に合わせ、1ステージごとに4人を選んで派遣する。4人のうち、操作する隊員は自由に切り替えることが可能で、AIに操作されている隊員には簡単な指示を出すことができる。トラックなどの車両を運転することもできる。
マルチプレイでは、デスマッチやCTFのほか、プレイヤー同士が協力して任務遂行にあたるCo-opモードが用意されている。
本作では、前作で指摘された問題点（マルチプレイヤーの欠如、匍匐不可、AIの視界など）の改善が試みられたほか、AIの設計やグラフィックなどの改善も行われた。
ストーリーやキャラクターの設定は、作家のアンドリュー・トッドハンター（Andrew Todhunter）によって書かれたものである。
2020年12月4日、旧作の再リリースやリマスターを主に行っているパブリッシャーのZiggurat Interactiveは、本作をSteamおよびGOG.comでリリースした。

## プロローグ
1942年初頭、不正規戦の専門家として知られるジェームズ・"ブルドッグ"・バリンジャー海兵大佐は、太平洋戦線の指揮を執る2人の司令官、すなわち太平洋艦隊司令長官チェスター・ニミッツ提督と極東軍総司令官ダグラス・マッカーサー将軍から、対日戦への投入を想定した特殊部隊の編成を命じられた。この部隊は海軍第1特殊部隊（1st Special Naval Force）と称され、全軍から選抜された12人の隊員から構成される。ジャングルにおける不正規戦およびコマンド部隊たる活動を想定した訓練を施された後、彼ら12人は特命を帯びて日本軍占領下のフィリピンへと派遣される。

## 評価
賛否両論だった前作とは異なり、本作は批評家から肯定的なレビューを受けた。Metacriticでは、8件のレビューに基づく78/100のスコアを付け、「おおむね好評」（generally favorable reviews）となっている。GameRankingsでは、10件のレビューに基づく78.40%のスコアを付けた。